# Mycale novaezealandiae
Mycale novaezealandiae är en svampdjursart som beskrevs av Arthur Dendy 1924. Mycale novaezealandiae ingår i släktet Mycale och familjen Mycalidae. Inga underarter finns listade i Catalogue of Life.